# サール4.5型ミサイル艇
サール4.5型ミサイル艇（英語: Saar 4.5 class missile boat、ヘブライ語: סער 4.5）は、イスラエル海軍のミサイル艇の艦級。ヘリコプター運用能力を備えたアリヤ級と兵装を強化したロマット級、主機関を強化したヘッツ級の3つのサブクラスがあったが、後にロマット級は全艇がヘッツ級と同規格に改装された。

## 設計
基本的には、先行して建造されたサール4型をもとに、船体を延長したものである。最初に2隻が建造されたアリヤ級では、船橋構造物後方に中型ヘリコプター1機を収容できる格納庫を設け、その直後の船尾甲板をヘリコプター甲板とすることで、ヘリコプターの運用能力を備えている。これは主としてハープーン艦対艦ミサイル（SSM）の測的に用いられていた。
続く2隻はロマット級として建造された。これはヘリコプター運用能力を省くかわりに兵装が強化されており、ハープーンの搭載数は倍増、ガブリエルの搭載数も4発から6発に増加した。また船尾甲板に76mm単装速射砲が追加された。
ロマット級3番艇以降は全面的な改設計を受けており、ヘッツ級と称されるようになった。主機関は、より大出力のMTU 16V538 TB93に換装された。兵装面では艦対空ミサイルが追加されており、バラク-1個艦防空ミサイルを収容した8セルのVLSを4基、ガブリエル発射筒と76mm単装速射砲の間に搭載している。またレーダーは国産化されている。のちにロマット級の2隻も、この規格に改装されたほか、3隻については、サール4型の船体や一部艤装を流用・改装して建造されている。
なお2004年1月、アリヤ級はメキシコ海軍に売却されたが、この際にハープーンが撤去され、SSM装備はガブリエルのみとなった。ただしハープーンも、搭載スペースは残されている。

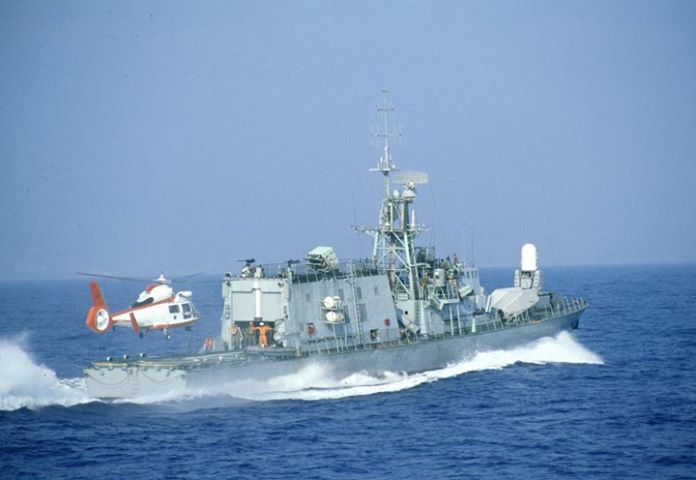
アリヤ級に着艦しようとするドーファン
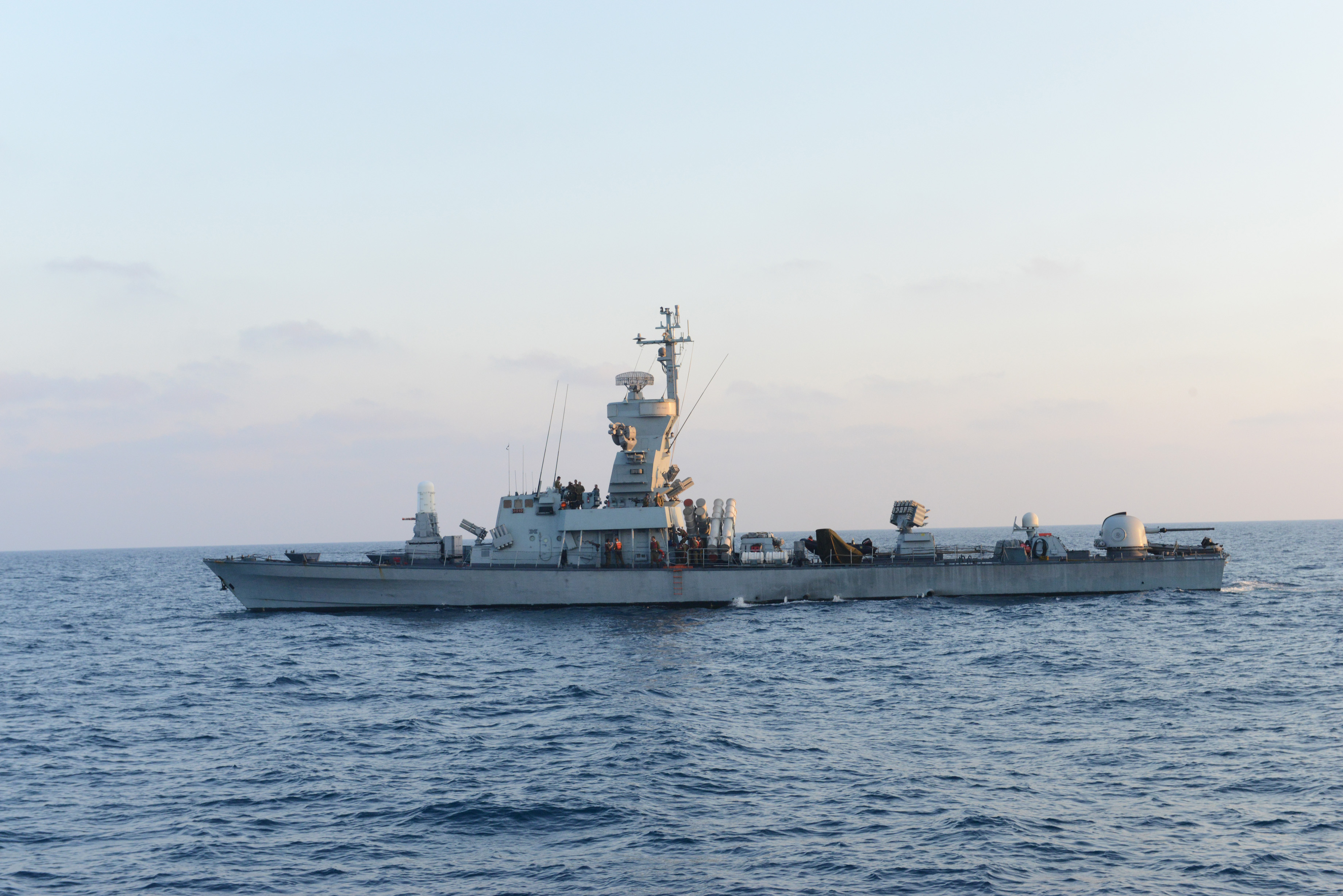
ヘッツ級

## 諸元表
|            | アリヤ級                               | ロマット級                                      | ヘッツ級                                        |
| ---------- | -------------------------------------- | ----------------------------------------------- | ----------------------------------------------- |
| 満載排水量 | 500トン                                | 488トン                                         | 488トン                                         |
| 全長       | 61.70 m                                | 61.70 m                                         | 61.70 m                                         |
| 全幅       | 7.62 m                                 | 7.62 m                                          | 7.62 m                                          |
| 吃水       | 2.78 m                                 | 2.78 m                                          | 2.76 m                                          |
| 主機関     | MTU 16V956 TB91 ディーゼルエンジン×4基 | MTU 16V956 TB91 ディーゼルエンジン×4基          | MTU 16V538 TB93 ディーゼルエンジン×4基          |
| 推進器     | スクリュープロペラ×4軸                 | スクリュープロペラ×4軸                          | スクリュープロペラ×4軸                          |
| 主機出力   | 14,000馬力                             | 14,000馬力                                      | 16,376馬力                                      |
| 最大速力   | 31ノット                               | 31ノット                                        | 32ノット                                        |
| 乗員       | 50名                                   | 53名                                            | 50名                                            |
| 武装       |                                        | 76mm単装速射砲×1基                              | 76mm単装速射砲×1基                              |
| 武装       | ファランクス 20mmCIWS×1基              |                                                 |                                                 |
| 武装       | 70口径20mm機銃×2門                     |                                                 |                                                 |
| 武装       | 12.7mm機銃×2基                         |                                                 |                                                 |
| 武装       | －                                     | －                                              | バラク-1短SAM用VLS（32セル）                    |
| 武装       | ガブリエルSSM発射筒×4基                | ガブリエルSSM発射筒×6基 ※ヘッツ級では一部艇のみ | ガブリエルSSM発射筒×6基 ※ヘッツ級では一部艇のみ |
| 武装       | ハープーンSSM 連装発射筒×2基           | ハープーンSSM 4連装発射筒×2基                   | ハープーンSSM 4連装発射筒×2基                   |
| 艦載機     | SA-366Gドーファン×1機                  |                                                 |                                                 |
| レーダー   | ネプチューンTH-D 1040 捜索用           | ネプチューンTH-D 1040 捜索用                    | EL/M-2218S 捜索用                               |
| レーダー   | オリオンRTN-10X 射撃指揮用             | オリオンRTN-10X 射撃指揮用                      | EL/M-2221 射撃指揮用                            |

## 同型艦一覧
| イスラエル海軍       | イスラエル海軍            | イスラエル海軍    | イスラエル海軍    | イスラエル海軍  | イスラエル海軍 | 退役後       | 退役後 | 退役後                  |
| 設計                 | 艦名                      | 建造              | 進水              | 就役            | 退役           | 再就役先     | #      | 艦名                    |
| -------------------- | ------------------------- | ----------------- | ----------------- | --------------- | -------------- | ------------ | ------ | ----------------------- |
| アリヤ級             | アリヤ INS Aliya          | イスラエル 造船所 | 1980年 7月10日    | 1980年8月       | 2004年 1月     | メキシコ海軍 | A301   | ウラカン ARM Huracan    |
| アリヤ級             | ゲウラ INS Geula          | イスラエル 造船所 | 1980年 10月       | 1980年 12月31日 | 2004年 1月     | メキシコ海軍 | A302   | トルメンタ ARM Tormenta |
| ロマット級 →ヘッツ級 | ロマット INS Romat        | イスラエル 造船所 | 1981年            | 1981年 10月     | 就役中         | 就役中       | 就役中 | 就役中                  |
| ロマット級 →ヘッツ級 | ケシェット INS Keshet     | イスラエル 造船所 | 1982年 10月       | 1982年          | 就役中         | 就役中       | 就役中 | 就役中                  |
| ヘッツ級             | ヘッツ INS Hetz           | イスラエル 造船所 | 1990年 10月       | 1991年 3月      | 就役中         | 就役中       | 就役中 | 就役中                  |
| ヘッツ級             | キドン INS Kidon          | イスラエル 造船所 | サール4型より転換 | 1994年 2月7日   | 就役中         | 就役中       | 就役中 | 就役中                  |
| ヘッツ級             | ヤーフォ INS Yaffo        | イスラエル 造船所 | サール4型より転換 | 1998年 7月1日   | 就役中         | 就役中       | 就役中 | 就役中                  |
| ヘッツ級             | タルシーシュ INS Tarshish | イスラエル 造船所 | サール4型より転換 | 1995年 6月      | 就役中         | 就役中       | 就役中 | 就役中                  |
| ヘッツ級             | ヘレフ INS Herev          | イスラエル 造船所 | 2002年 5月9日     | 2002年6月       | 就役中         | 就役中       | 就役中 | 就役中                  |
| ヘッツ級             | スーファ INS Sufa         | イスラエル 造船所 | 2002年 5月9日     | 2002年 8月      | 就役中         | 就役中       | 就役中 | 就役中                  |